# ごめんねDarling
「ごめんねDarling」（ごめんねダーリン）は、1981年9月5日にリリースされた岩崎良美の7枚目のシングル。発売元はキャニオンレコード。

## 概要
A面・B面曲共に、シンガーソングライターの尾崎亜美が楽曲提供を行った。「ごめんねDarling」は洋楽のサウンドを意識したダンサブルなナンバーとなっている。
翌年に発売された尾崎のアルバム『Shot』と、カバーアルバム『custom series』には同曲が収録されている。岩崎の2009年発売のヴォーカル・アルバム『赤と黒から…I』にはニュー・バージョンで収録された。
2022年10月には、80年代のアイドルソングを中心に演奏する音楽ユニット ″昭和とらいあんぐる″ がカバーしている。

## 収録曲
- 全作詞・作曲：尾崎亜美／編曲：鈴木茂

1. ごめんねDarling (3:21)
2. ふれて 風のように (4:08)